# Bente Juncker
Pour les articles homonymes, voir Juncker.
Bente Juncker, née le 9 mai 1944 à Slagelse (Danemark), est une femme politique danoise, membre des Démocrates du centre et ancienne ministre des Affaires sociales.

## Biographie
Engagée au sein des Démocrates du centre, elle est élue députée au Folketing pour la première fois lors des élections législatives de décembre 1981. Elle est ensuite réélue à quatre reprises.
En 1993, elle devient présidente du groupe parlementaire des Démocrates du centre. Le 28 janvier 1994, elle est nommée ministre des Affaires sociales dans le gouvernement du Premier ministre social-démocrate Poul Nyrup Rasmussen. Après sa nomination, il est révélé que son mari et elle ont porté plainte pour empêcher l'installation de personnes handicapées mentales dans un logement voisin au leur, et qu'elle a accusé sans preuves le directeur de l'établissement d'abus sexuels su les résidents. Face à la controverse, elle quitte le gouvernement le 11 février, seulement 14 jours après sa nomination, établissant le record du mandat ministériel le plus court de l'histoire danoise. Dans les semaines qui suivent, elle est exclue de son parti et ne se représente pas aux élections législatives de septembre.